# Рожден
 Тази статия е за селото в България.  За селото в Северна Македония вижте Рожден (община Кавадарци).  
Ро̀жден е село в Югоизточна България, община Руен, област Бургас.

## География
Село Рожден се намира на около 15 km на изток-североизток от общинския център село Руен и около 40 km на север от областния център град Бургас. Разположено е в Източна Стара планина, в западната част на Еминска планина. На около 1,5 – 2 km западно от селото тече река Елешница. Околни села на Рожден са Булаир на север, Рудина на югозапад и Мрежичко на запад. Общински път от село Сини рид на изток завива след около 4 km на северозапад за селата Рожден и Рудина, а на юг от Сини рид се свързва при село Просеник с идващия от запад откъм село Руен третокласен републикански път III-2085. Неасфалтиран (към 2012 г.) път свързва селата Рожден и Булаир. Надморската височина в центъра на Рожден при сградата на кметството е около 361 m.
Населението на село Рожден нараства от 424 души към 1934 г. до 552 към 1956 г. (максимум) и след колебания в числеността през следващите години наброява към 2018 г. 441 души (по текущата демографска статистика за населението).
При преброяването на населението към 1 февруари 2011 г. от обща численост 421 лица за 5 лица е посочена принадлежност към „българска“ етническа група и за 416 – към „турска“.

## История
След края на Руско-турската война 1877 – 1878 г., по Берлинския договор селото остава на територията на Източна Румелия. От 1885 г. – след Съединението, то се намира в България с името Надърлар. Преименувано е на Ро̀жден през 1934 г.
Основно училище „Васил Априлов“ в село Рожден е закрито, а документацията му се съхранява в основното училище „Реджеб Кюпчу“ в село Сини рид.

## Население

### Етнически състав
Преброяване на населението през 2011 г.
Численост и дял на етническите групи според преброяването на населението през 2011 г.:
|                     | Численост |
| Общо                | 421       |
| Българи             | 5         |
| Турци               | 416       |
| Цигани              | -         |
| Други               | -         |
| Не се самоопределят | -         |
| Неотговорили        | -         |

## Религии
В село Рожден се изповядва ислям.

## Обществени институции
Село Рожден към 2020 г. е център на кметство Рожден.
В селото към 2020 г. има постоянно действаща джамия.